# Copa dos Campeões Europeus da FIBA de 1973–74
A Copa dos Campeões Europeus da FIBA de 1973–74 foi a 17ª edição da principal competição europeia de clubes profissionais da Europa conhecida hoje como Euroliga. A final foi sediada no Palais des Sports de Beaulieu em Nantes, França, em 3 de abril de 1974. Na ocasião o Real Madrid venceu o Ignis Varèse por 84–82. Esta foi a quinta final consecutiva do Ignis Varese e a primeira final de três consecutivas entre as duas equipes. 

## Fase Preliminar
| Equipe 1          | Total   | Equipe 2            | 1.º jogo | 2.º jogo |
| ----------------- | ------- | ------------------- | -------- | -------- |
| USC Heidelberg    | 152-144 | Lourenço Marques    | 85–65    | 67–79    |
| Fribourg Olympic  | 127-209 | Real Madrid         | 74–100   | 71–105   |
| Csepel            | 129-135 | Partizani Tirana    | 58–57    | 71–78    |
| Wienerberger      | -*      | Al-Gezira           |          |          |
| Levi's Flamingo's | 255-144 | Boroughmir          | 129–74   | 126–70   |
| Solna             | 176-133 | Epping Avenue       | 103–64   | 73–69    |
| Radnički Belgrade | 89-49** | Amicale             | 89–49    |          |
| Academic          | 284-106 | Renaissance Berkane | 112–53   | 172–53   |
| Turun NMKY        | 152-155 | Dukla Olomouc       | 71–61    | 81–94    |
| İTÜ               | 137-160 | Ford Antwerpen      | 64–71    | 73–89    |
| Wybrzeże Gdańsk   | 157-167 | Panathinaikos       | 87–70    | 70–97    |

*FIBA cancelou a partida e declarou o Union Wienerberger vencedor.
**Confronto decidido em jogo único disputado em Belgrado.

## Segunda Fase
| Equipe 1          | Total   | Equipe 2               | 1.º jogo | 2.º jogo |
| ----------------- | ------- | ---------------------- | -------- | -------- |
| USC Heidelberg    | 103-214 | Real Madrid            | 54–94    | 48–120   |
| Partizani Tirana  | 140-149 | Wienerberger           | 72–71    | 68–78    |
| Levi's Flamingo's | 156-174 | Maccabi Elite Tel Aviv | 85–84    | 71–90    |
| Solna             | 142-155 | Radnički Belgrade      | 67–78    | 75–77    |
| Academic          | 163-155 | Dukla Olomouc          | 83–65    | 80–90    |
| Ford Antwerpen    | 140-132 | Dinamo București       | 75–65    | 65–67    |
| Panathinaikos     | 156-182 | Berck                  | 99–80    | 57–102   |

Automaticamente classificado para a fase de grupos
- Ignis Varese

## Fase de Quartas de Finais
|  | As duas melhores equipes passam para as semifinais |

|    | Team                   | Pld | Pts | W | L | PF  | PA  | PD  |
| -- | ---------------------- | --- | --- | - | - | --- | --- | --- |
| 1. | Ignis Varese           | 3   | 6   | 3 | 0 | 538 | 453 | +85 |
| 2. | Berck                  | 3   | 5   | 2 | 1 | 500 | 484 | +16 |
| 3. | Maccabi Elite Tel Aviv | 3   | 4   | 1 | 2 | 493 | 508 | -15 |
| 4. | Ford Antwerpen         | 3   | 3   | 0 | 3 | 448 | 534 | -86 |

|    | Team              | Pld | Pts | W | L | PF  | PA  | PD   |
| -- | ----------------- | --- | --- | - | - | --- | --- | ---- |
| 1. | Real Madrid       | 3   | 6   | 3 | 0 | 591 | 484 | +107 |
| 2. | Radnički Belgrade | 3   | 5   | 2 | 1 | 542 | 534 | +8   |
| 3. | Wienerberger      | 3   | 4   | 1 | 2 | 487 | 517 | -30  |
| 4. | Academic          | 3   | 3   | 0 | 3 | 525 | 610 | -85  |

## Semifinais
| Equipe 1     | Total   | Equipe 2          | 1.º jogo | 2.º jogo |
| ------------ | ------- | ----------------- | -------- | -------- |
| Ignis Varese | 175–161 | Radnički Belgrade | 105–78   | 70–83    |
| Real Madrid  | 194–148 | Berck             | 99–67    | 95–81    |

## Final
Realizada em 3 de abril no Palais des Sports de Beaulieu em Nantes
| Equipe 1    | Resultado | Equipe 2     |
| ----------- | --------- | ------------ |
| Real Madrid | 84–82     | Ignis Varese |

| Copa dos campeões europeus de 1973–74 Campeão |
| --------------------------------------------- |
| Real Madrid 5º Título                         |